# Vorland (Splietsdorf)
Vorland ist ein Ortsteil der Gemeinde Splietsdorf im Landkreis Vorpommern-Rügen in Mecklenburg-Vorpommern.

## Lage
Der Ortsteil liegt im Westen der Gemarkung der Gemeinde; westlich liegt der Ortsteil Angerode sowie nördlich der Ortsteil Hohenbarnekow der Gemeinde Gremersdorf-Buchholz. Westlich grenzt der Splietsdorfer Ortsteil Quitzin an, während im Süden der Ortsteil Kirch Baggendorf der Gemeinde Gransebieth liegt.

## Kultur und Sehenswürdigkeiten
- Kirche Vorland mit einem Altar von Max Uecker aus dem Jahr 1949.
- Der Katen mit der Hausnummer 14 steht unter Denkmalschutz.
- Mittelalterlicher Turmhügel
- Motorsportverein 1. Buggy Team Vorland e. V. (seit 1995)

## Wirtschaft und Verkehr
Im Ort existieren mehrere landwirtschaftliche Betriebe sowie Ferienhausbetreiber und ein Restaurant. Durch die Gemarkung verläuft von Westen kommend die Straße Vorland, die den Ort erschließt. Über die Buslinie 312 besteht eine Anbindung nach Grimmen, Rolofshagen und Tribsees.